# Ender's Game
Ender's Game (1985) er en science fiction-roman af den amerikanske forfatter Orson Scott Card og er på dansk oversat til Ender's Strategi.
Den oprindelige Ender's Game af samme forfatter var en novelle fra 1977, der blot omhandlede Enders oplevelser på "Battle School".
Den mere kendte science fiction-roman fra 1985 er en komplet historie og skrevet som optakt til Speaker for the Dead-fortsættelsen.
I en fremtid, hvor en højt udviklet menneskelig civilisation koloniserer rummet, er de i deres udforskning stødt på en insektlignende intelligensrace kaldet summerne. Mennesket og summerne har allerede én gang før været i krig, en krig hvor menneskeheden mod alle odds modstod summernes invasion. Da en ny krig er forestående, bliver romanens hovedperson, Andrew "Ender" Wiggin, i en alder af seks år udvalgt som det militære geni, der måske er den menneskelige races eneste håb. Sammen med andre udvalgte gennemgår Ender, i rummet, umulige fysiske og psykiske udfordringer, hvis formål er at forberede ham på kampen imod summerne.

## Modtagelse og priser
Ender's Game romanen fra 1985 vandt i 1985 en Nebula Award for bedste roman og i 1986 en Hugo Award for bedste roman.

## Andre medier
Marvel og Orson Scott Card annoncerede i 2008 udgivelsen af Ender's Game som tegneserie.
En film-adoptering af Gavin Hood står til biografudgivelse i marts 2013.